# دوتس
دوتس (به مجاری:  Dóc) یک منطقهٔ مسکونی در مجارستان است که در ناحیه سگد واقع شده‌است. دوتس ۴۹٫۴۳ کیلومتر مربع مساحت و ۷۰۷ نفر جمعیت دارد.